# João Roiz de Castel-Branco

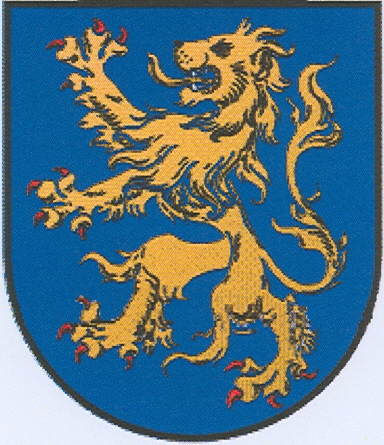
Brasão da família Castelo-Branco

João Rodrigues de Castelo Branco ou Joam Roiz de Castel-Branco, também grafado João Ruiz de Castello-Branco, foi um militar e nobre português, fidalgo da Casa Real, cortesão e poeta humanista.

## Família
Filho legítimo e primogénito de D. Rui Gonçalves de Castelo-Branco, fidalgo do Conselho do rei D. Afonso V, Vedor da Fazenda do Algarve e Contador da comarca da Guarda (que então abrangia quase toda a Beira-Baixa)  , e de sua mulher, D. Guiomar Vaz de Castelo Branco, senhora da Torre e Devesa de Paredes, em Cabeço de Vide.

## Biografia
Nasceu presumivelmente em Lisboa ou em Castelo Branco em meados do século XV e parece ter falecido nesta última cidade depois de 1515. 
Fez parte das cortes de D. Manuel I e D. João III. Militou pelo Norte de África. Por carta régia de 21 de Agosto de 1515 foi nomeado contador da fazenda da Beira e almoxarifado da cidade da Guarda, cargo que já pertencera a seu pai .
Jaz sepultado na capela-mor da igreja de Santa Maria do Castelo (Castelo Branco), em jazigo armoriado da família de sua mulher, D. Catarina Vaz de Sequeira, descendente do mestre da Ordem de Aviz e regente do Reino, D. Fernão Rodrigues de Sequeira.

## Casamento e descendência
Do seu casamento com D. Catarina Vaz de Siqueira, nasceram dois filhos e quatro filhas, de quem ficou numerosa e ilustre descendência, encontrando-se a sua representação genealógica na casa dos Viscondes de Alter do Chão (família Caldeira de Castel-Branco).

## Obra
Celebrizou-se como poeta, encontrando-se algumas de suas composições integradas no Cancioneiro Geral de Garcia de Resende, publicado em 1516. Nessa compilação de poemas dos séculos XV e XVI, Roiz de Castel-Branco é um dos mais destacados, junto a Diogo Brandão, Duarte de Brito, Jorge de Aguiar, Francisco da Silveira, Sá de Miranda, Bernardim Ribeiro e o próprio compilador, Garcia de Resende.
O seu poema mais conhecido é Cantiga sua partindo-se, poema de amor possivelmente dedicado a uma dama da corte.
| “ | Senhora, partem tão tristes meus olhos por vós, meu bem, que nunca tão tristes vistes outros nenhuns por ninguém. Tão tristes, tão saudosos, tão doentes da partida, tão cansados, tão chorosos, da morte mais desejosos cem mil vezes que da vida. Partem tão tristes os tristes, tão fora d' esperar bem, que nunca tão tristes vistes outros nenhuns por ninguém. | ” |

Este poema, musicado por Alain Oulman, foi cantado pela fadista Amália Rodrigues no seu disco Fado Português. Já o escritor José Saramago, em seu livro Os Poemas Possíveis (1966), usa Partindo-se como base para o seu poema Lembrança de Joam Roiz de Castel'Branco.
Em outro poema do Cancioneiro, escrito em resposta a uma carta de seu primo António Pacheco, que era cortesão em Lisboa, Roiz de Castel-Branco dá uma resposta moralizante em que revela sua aversão à vida cortesã e sua preocupação com o destino dos que vão combater além mar ("Armadas idas d’além | já sabeis como se fazem, | quantos cativos lá jazem, | quantos lá vão que não vem"). O poeta afirma que prefere a vida rústica na Beira apesar de todas as dificuldades, e que "por não ser cortesão | fugirei d'aqui té Roma"